# Kammerchor Stuttgart
Le Kammerchor Stuttgart (Chœur de chambre de Stuttgart) est un chœur allemand fondé en 1968, basé à Stuttgart.

## Présentation
Le Kammerchor Stuttgart, Chœur de chambre de Stuttgart, est fondé en 1968 et dirigé depuis sa création par Frieder Bernius,.
Son répertoire se concentre sur la littérature pour chœur de chambre, d'Heinrich Schütz aux compositeurs contemporains.
Dans le répertoire baroque et classique, le chœur se produit régulièrement avec le Barockorchester Stuttgart, formation dédiée à l'interprétation historiquement informée fondée en 1985 par Bernius.
Dans le répertoire contemporain, l'ensemble est le créateur d'œuvres de Gerald Bennett (de) (Kinnah), Arthur Dangel (Eve, Orpheus) et Augustinus Franz Kropfreiter (en) (Stabat Mater, Magnificat), notamment. 
En 1993, le Kammerchor Stuttgart est récipiendaire de l'Ordre du Mérite de la République fédérale d'Allemagne. 
Constitué d'un noyau de 16 choristes professionnels, le chœur, en fonction du répertoire abordé, peut comprendre jusqu'à 80 personnes pour les oratorios. 
Le catalogue discographique de l'ensemble comprend plus d'une centaine d'enregistrements, dont plusieurs ont été récompensés, par le prix de la critique allemande du disque (de) (Preis der deutschen Schallplattenkritik), le Prix Edison (en) (Pays-Bas, 1990) et le Diapason d'or,.